# Football Club Turris 1944 1993-1994
Questa voce raccoglie le informazioni riguardanti la Football Club Turris 1944 nelle competizioni ufficiali della stagione 1993-1994.

## Rosa
| N. |                   | Ruolo | Calciatore          |
| -- | ----------------- | ----- | ------------------- |
|    | Italia (bandiera) | A     | Balzano Giuseppe    |
|    | Italia (bandiera) | P     | Cacciatore Andrea   |
|    | Italia (bandiera) | C     | Cangiano Salvatore  |
|    | Italia (bandiera) | C     | Castellano Ciro     |
|    | Italia (bandiera) | C     | Cetronio Francesco  |
|    | Italia (bandiera) | C     | Cipolla Giovanni    |
|    | Italia (bandiera) | D     | Esposito Marcello   |
|    | Italia (bandiera) | A     | Fida Marco          |
|    | Italia (bandiera) | D     | Biagio Grasso       |
|    | Italia (bandiera) | D     | Lauretti Pier Paolo |

| N. |                   | Ruolo | Calciatore         |
| -- | ----------------- | ----- | ------------------ |
|    | Italia (bandiera) | D     | Palomba Giovanni   |
|    | Italia (bandiera) | A     | Ricci Davide       |
|    | Italia (bandiera) | D     | Santoro Francesco  |
|    | Italia (bandiera) | D     | Pannico Giorgio    |
|    | Italia (bandiera) | P     | Spinosa Pietro     |
|    | Italia (bandiera) | D     | Andrea Stimpfl     |
|    | Italia (bandiera) | C     | Salvatore Sullo    |
|    | Italia (bandiera) | C     | Torlo Gennaro      |
|    | Italia (bandiera) | C     | Alberto Urban      |
|    | Italia (bandiera) | P     | Luigi Sassanelli   |
|    | Italia (bandiera) | C     | Roberto Sacco      |
|    | Italia (bandiera) | C     | Enrico Maria Amore |

Fonte:

## Risultati
| Torre del Greco 12 settembre 1993 1ª giornata | Turris | 0 – 0 | Trapani | Stadio Amerigo Liguori |

| 19 settembre 1993 2ª giornata                         | Akragas   | 1 – 1     | Turris |  |
| \| \| \| \| \| 89’ Russo \| Marcatori \| 65’ Ricci \| |           |           |        |  |
|                                                       |           |           |        |  |
| 89’ Russo                                             | Marcatori | 65’ Ricci |        |  |

| Torre del Greco 26 settembre 1993 3ª giornata | Turris    | 1 – 0 | Cerveteri | Stadio Amerigo Liguori |
| \| \| \| \| \| 54’ Fida \| Marcatori \| \|    |           |       |           |                        |
|                                               |           |       |           |                        |
| 54’ Fida                                      | Marcatori |       |           |                        |

| 3 ottobre 1993 4ª giornata                                              | Monopoli  | 1 – 3                  | Turris |  |
| \| \| \| \| \| 30’ De Carolis \| Marcatori \| 10’ Fida 45’ 82’ Urban \| |           |                        |        |  |
|                                                                         |           |                        |        |  |
| 30’ De Carolis                                                          | Marcatori | 10’ Fida 45’ 82’ Urban |        |  |

| Torre del Greco 10 ottobre 1993 5ª giornata | Turris | 0 – 0 | Catanzaro | Stadio Amerigo Liguori |

| 17 ottobre 1993 6ª giornata                                        | Savoia    | 1 – 1               | Turris |  |
| \| \| \| \| \| 83’ Esposito \| Marcatori \| 13’ Salvatore Sullo \| |           |                     |        |  |
|                                                                    |           |                     |        |  |
| 83’ Esposito                                                       | Marcatori | 13’ Salvatore Sullo |        |  |

| Torre del Greco 24 ottobre 1994 7ª giornata                                      | Turris    | 4 – 0 | Bisceglie | Stadio Amerigo Liguori |
| \| \| \| \| \| 27’r. 34’ Ricci 52’ Grasso 34’ Salvatore Sullo \| Marcatori \| \| |           |       |           |                        |
|                                                                                  |           |       |           |                        |
| 27’r. 34’ Ricci 52’ Grasso 34’ Salvatore Sullo                                   | Marcatori |       |           |                        |

| 7 novembre 1993 8ª giornata                                 | Trani     | 1 – 1    | Turris |  |
| \| \| \| \| \| 70’ Squicciarini \| Marcatori \| 84’ Fida \| |           |          |        |  |
|                                                             |           |          |        |  |
| 70’ Squicciarini                                            | Marcatori | 84’ Fida |        |  |

| Torre del Greco 14 novembre 1993 9ª giornata      | Turris    | 2 – 0 | Licata | Stadio Amerigo Liguori |
| \| \| \| \| \| 45’ 63’ Balzano \| Marcatori \| \| |           |       |        |                        |
|                                                   |           |       |        |                        |
| 45’ 63’ Balzano                                   | Marcatori |       |        |                        |

| Torre del Greco 21 ottobre 1993 10ª giornata    | Turris    | 1 – 0 | Sangiuseppese | Stadio Amerigo Liguori |
| \| \| \| \| \| rig.’ Santoro \| Marcatori \| \| |           |       |               |                        |
|                                                 |           |       |               |                        |
| rig.’ Santoro                                   | Marcatori |       |               |                        |

| 28 ottobre 1993 11ª giornata                                                  | Formia    | 1 – 2                        | Turris |  |
| \| \| \| \| \| 83’ Di Trapano \| Marcatori \| 7’ Urban 62’ Salvatore Sullo \| |           |                              |        |  |
|                                                                               |           |                              |        |  |
| 83’ Di Trapano                                                                | Marcatori | 7’ Urban 62’ Salvatore Sullo |        |  |

| 5 dicembre 1993 12ª giornata                            | Turris    | 1 – 1       | Battipagliese |  |
| \| \| \| \| \| 84’ Ricci \| Marcatori \| 29’ Barbera \| |           |             |               |  |
|                                                         |           |             |               |  |
| 84’ Ricci                                               | Marcatori | 29’ Barbera |               |  |

| 11 dicembre 1993 13ª giornata                  | Astrea    | 0 – 1        | Turris |  |
| \| \| \| \| \| \| Marcatori \| 54’ Cangiano \| |           |              |        |  |
|                                                |           |              |        |  |
|                                                | Marcatori | 54’ Cangiano |        |  |

| Torre del Greco 19 dicembre 1993 14ª giornata                         | Turris    | 2 – 1         | Fasano | Stadio Amerigo Liguori |
| \| \| \| \| \| 18’ Santoro 56’ Ricci \| Marcatori \| 71’ Pazzaglia \| |           |               |        |                        |
|                                                                       |           |               |        |                        |
| 18’ Santoro 56’ Ricci                                                 | Marcatori | 71’ Pazzaglia |        |                        |

| 16 gennaio 1994 15ª giornata | Vigor Lamezia | 0 – 0 | Turris |  |

| Arbitro: | Ferrarini (Parma) |

|                                 |           |  |
| 18’ Balzano 65’ Salvatore Sullo | Marcatori |  |

| Arbitro: | Gregori (Piacenza) |

|                |           |              |
| 62’ Tuttisanti | Marcatori | 17’ Cangiano |

## Girone Ritorno
| Arbitro: | De Santis (Tivoli) |

|                                       |           |  |
| 11’ Capizzi 23’ 30’ Vasari 75’ De Sio | Marcatori |  |

| Arbitro: | Apricena (Firenze) |

|                                          |           |                 |
| 34’ Palomba 45’ Ricci 85’ Aut.Pizzimenti | Marcatori | 48’ Castiglione |

| Arbitro: | Calvi (Milano) |

|                  |           |          |
| 55’ Contestabile | Marcatori | 17’ Fida |

| Arbitro: | Pin (Conegliano Veneto) |

|                           |           |              |
| 23’ (rig.) Ricci 74’ Fida | Marcatori | 70’ Perziano |

| Arbitro: | Casaluci (Lecce) |

|               |           |              |
| 87’ Zucchetti | Marcatori | 47’ Esposito |

| Torre del Greco 20 marzo 1994 23ª giornata | Turris               | 0 – 0 | Savoia | Stadio A.Liguori\| Arbitro: \| Daneluzzi (Latisana) \| |
| Arbitro:                                   | Daneluzzi (Latisana) |       |        |                                                        |

| Arbitro: | Calabrese (Milano) |

|            |           |             |
| 94’ Di Meo | Marcatori | 12’ Santoro |

| Arbitro: | Malatesta (Terni) |

|             |           |                           |
| 22’ Balzano | Marcatori | 45’ Cipriani 64’ Calcagno |

| Arbitro: | Sputore (Vasto) |

|                      |           |           |
| 34’Pieri 43’ Matrone | Marcatori | 83’ Ricci |

| Arbitro: | Branzoni (Pavia) |

|                       |           |                 |
| 84’ (rig.) Fontanella | Marcatori | 31’ (rig.) Fida |

| Arbitro: | Capozzi (Vicenza) |

|                                   |           |             |
| 32’ rig. Fida 56’ Salvatore Sullo | Marcatori | 75’ Borelli |

| Arbitro: | Nucini (Bergamo) |

|                     |           |             |
| 3’ Barbera 34’ Voza | Marcatori | 45’ Balzano |

| Arbitro: | Alban (Bassano del Grappa) |

|                            |           |              |
| 7’ 26’ Grasso 87’ Cangiano | Marcatori | 13’ Cordelli |

| Arbitro: | Gregori (Piacenza) |

|                             |           |  |
| 58’ De Napoli 67’ Cavaliere | Marcatori |  |

| Arbitro: | Apricena (Firenze) |

|                         |           |               |
| 21’, 52’Ricci 47’ Urban | Marcatori | 38’ Tommasino |

| Arbitro: | Farina (Novi Ligure) |

|           |           |                |
| 63’ Luiso | Marcatori | 69’ rig. Ricci |

| Arbitro: | Ferrarini (Parma) |

|                               |           |  |
| 23’ Salvatore Sullo 78’ Ricci | Marcatori |  |

### Spareggio Promozione
| Arbitro: | Messina (Bergamo) |

|                                                |                      |                                       |
| Promutico Giannichedda D'Antimi Pecoraro Luiso | Tiri di rigore 3 – 2 | Cangiano Cetronio Amore Balzano Ricci |

## Girone N
| 22 agosto 1993 1ª giornata | Formia | 0 – 0 | Turris |  |

| 26 agosto 1993 2ª giornata | Ischia Isolaverde | 1 – 1 | Turris |  |

| 29 agosto 1993 3ª giornata | Turris | 0 – 0 | Nola |  |

| 1 settembre 1993 4ª giornata | Turris | 2 – 1 | Sangiuseppese |  |